# ستار وورز: الحلقة الأولى، ذا فانتوم مينيس
ستار وورز: الحلقة الأولى، ذا فانتوم مينيس، هي لعبة فيديو أمريكية من نوع مغامرات، صدرت اللعبة في الأسواق سنة 1999، وتعمل لمنصتي مايكروسوفت ويندوز وبلاي ستيشن، وهي من تطوير بيغ آيب برودكشنز، ومن نشر لوكاس آرتز.